# Universidad Tecnológica de Morelia

La Universidad Tecnológica de Morelia es una Institución de Educación Superior Pública que está integrada en la Coordinación General de Universidades Tecnológicas y Politécnicas de la Subsecretaría de Educación Pública. Ofrece una formación integral de calidad centrada en el estudiante y el aprendizaje, a través del servicio educativo y la educación continua, mediante un Sistema de Gestión de la Calidad y su mejora continua conforme a la Norma ISO 9001:2008.

## Misión
Formar profesionistas universitarios competitivos, mediante un modelo de educación superior tecnológica de calidad e innovador, con programas educativos basados en competencias logrando con ello contribuir al desarrollo de la sociedad y la calidad de vida del egresado.

## Visión
La Universidad Tecnológica de Morelia es una institución de nivel superior reconocida internacionalmente por sus programas educativos certificados y acreditados, vinculados con los sectores productivo y social, quienes reconocen la calidad de sus egresados.

## Historia
A partir de la detección de necesidades educativas en el país, en el año de 1990 la Secretaría de Educación Pública, emprendió un estudio sobre nuevas opciones de educación superior, en el cual se analizaron las experiencias de algunos países como Alemania, Estados Unidos, Francia, Gran Bretaña y Japón. Con base en dicho estudio, se decidió realizar un proyecto específico para definir un modelo pedagógico que permitiera crear una nueva opción de educación superior vinculada con el contexto socioeconómico de nuestro entorno. Como consecuencia de lo anterior, se concibió un sistema de educación tecnológica superior que prestara servicios al sector productivo de bienes y servicios, así como a la sociedad en general y que, al mismo tiempo, ampliara las expectativas de los jóvenes mexicanos. Este sistema se materializó en lo que hoy conocemos como Universidades Tecnológicas, las cuales ofrecen el Título de Técnico Superior Universitario.

### Antecedentes
La creación de la Universidad Tecnológica de Morelia (UTM) se sustenta en el convenio de coordinación que firmaron la Secretaría de Educación Pública y el Gobierno del Estado de Michoacán el 14 de enero de 2000, documento que establece el compromiso de la creación de la UTM como Organismo Público Descentralizado de la Administración Pública Estatal, iniciándose de inmediato los estudios de mercado laboral, para definir las carreras profesionales requeridas por el sector productivo. Derivado de los estudios de viabilidad se concluyó como necesaria la implementación de cuatro carreras: Biotecnología, Diseño y Producción Industrial, Mantenimiento Industrial y Tecnologías de la Información y Comunicación Área Informática Administrativa.

### Actualidad
La Universidad Tecnológica de Morelia ha logrado posicionarse como una institución de educación superior pública en el Estado de Michoacán. El Modelo Educativo y sus programas académicos, han permitido que esta Institución sea reconocida como un ícono de calidad y competitividad educativa. 
Actualmente la Universidad opera con una plantilla de 98 empleados:
- 13 Mandos Medios y Superiores
- 22 Profesores de Tiempo Completo Asociado C (Tutores)
- 24 Profesores por Asignatura
- 10 Laboratoristas
- 29 Personal Administrativo y Secretarial.

## Modelo Educativo

### Plan de Estudios
El plan de estudios de la UTM es cuatrimestral y puede dividirse en 2 etapas: Técnico Superior Universitario con una duración de 2 años (6 cuatrimestres) e Ingeniería para la licenciatura en 1 año y 8 meses (5 cuatrimestres), destacando que el modelo educativo se basa 70 por ciento en práctica y 30 por ciento teoría, con el objetivo de permitir al estudiante reforzar su conocimiento teórico a través de las prácticas en los laboratorios. Todos los grupos cuentan con un Tutor que se encarga de brindar asesorías y seguimiento a las situaciones personales del alumnado.
El 6º y 11º cuatrimestre de cada carrera son específicamente de "Estancia/Estadía" en el sector productivo con el objetivo de elaborar un Reporte Técnico (que sería el equivalente a una tesis), que es un requisito para la titulación, primero como Técnico Superior Universitario y finalmente como Licenciado en Ingeniería. Para esta etapa, el alumno contara con un asesor universitario y un asesor externo (proveniente de la empresa donde el alumno realice la estancia/estadía).  Este sistema permite que el estudiante pueda relacionarse con una empresa en la cual podría laborar una vez graduado.

### Sistema de Evaluación
La Universidad Tecnológica de Morelia cuenta con un sistema de evaluación de aprendizaje basado en competencias, cuyas calificaciones, con su equivalencia al sistema tradicional de evaluación entre paréntesis, pueden ser:
AU Autosuficiente (10).
DE Destacado (9.0 - 9.9). 
SA Satisfactorio (8.0 - 8.9).
NA No Aprobado (0 - 7.9).
No hay equivalencia entre el sistema de la UTM y el sistema tradicional para las calificaciones entre 6.0 y 7.9, lo cual deja entender que calificaciones dentro de este rango son reprobatorias. De esta manera SA es el criterio mínimo para aprobar una asignatura, el cual a su vez equivaldría a un 8.0 en el sistema tradicional de evaluaciones, lo cual permite que todos los estudiantes graduados de la UTM puedan cursar un posgrado de forma directa en cualquier otra Universidad sin limitaciones de promedio.
Los alumnos de la UTM tienen derecho a evaluaciones ordinarias, remediales (para sustituir una evaluación ordinaria reprobatoria), extraordinarias y adicionales. Sin embargo, un alumno es dado de baja de forma automática y definitiva en caso de que repruebe de forma ordinaria más de 2 asignaturas o más de 1 asignatura de forma extraordinaria. Las evaluaciones remediales están contempladas a criterio del profesor de la asignatura y del tutor del grupo.

## Oferta Educativa

### Técnico Superior Universitario (TSU)
El uso del título de "Técnico Superior Universitario" corresponde a un título de nivel superior, mayor a nivel Bachillerato en todas sus variantes, pero menor a un título de Licenciatura. La Universidad Tecnológica de Morelia ofrece 6 carreras de esta modalidad, de las cuales 4 cuentan con la opción de continuar con estudios de Ingeniería.
- TSU en Diseño y Moda Industrial.
- TSU en Energías Renovables (Área Calidad y Ahorro de Energía/Área Solar/Turbo-Energía).
- TSU en Mantenimiento Industrial.
- TSU en Química Área Biotecnología.
- TSU en Tecnologías de la Información y Comunicación (Área Multimedia y Comercio Electrónico/Área Sistemas Informáticos).
- TSU en Mecatrónica Área Automatización.

### Licenciatura
Una vez obtenido el respectivo título de Técnico Superior Universitario, los estudiantes de la UTM cuentan con la opción de titularse como ingenieros o licenciados en las siguientes carreras.
- Ingeniería en Biotecnología.
- Ingeniería en Diseño Textil y Moda.
- Ingeniería en Mantenimiento Industrial.
- Ingeniería en Tecnologías de la Información y Comunicación.
- Ingeniería en Energías Renovables.
- Licenciatura en Gastronomía.
- Ingeniería en Mecatrónica.

### Programa de Lenguas Extranjeras
La Universidad Tecnológica de Morelia cuenta con un programa sabatino e inter semanal destinado a sus alumnos, a empleados del gobierno y al público en general.
- Francés: Básico (A1), Intermedio (A2) y Avanzado (B1, B2 y DELF B2). Certificado Internacional DELF por el Ministerio de Educación Nacional de Francia.
- Inglés: Básico, Intermedio (KET) y Avanzado (PET, B2 y FCE B2). Certificado Internacional ESOL de la Universidad de Cambridge.

## Instalaciones
La UTM cuenta con 5 edificios principales, divididos en edificios de clase teórica/administrativos (A, B y C) y en edificios de laboratorios especializados (Pesado 1 y Pesado 2). Además cuenta con un laboratorio de gastronomía aislado, un invernadero, un comedor gastronómico e instalaciones deportivas.

### Edificio A
En la planta baja se encuentran algunas aulas de clase, el auditorio A1, las oficinas de HEILA, el departamento de servicios escolares, la caja y la oficina legal.
En la planta alta de este edificio se encuentran aulas de clase, las oficinas de rectoría, la dirección de vinculación, el departamento de cultura y deportes, el departamento de prensa y difusión, el laboratorio de idiomas, el auditorio A2 laboratorio de computación y el centro de redes.

### Edificio B
En el edificio B se encuentran ubicadas las oficinas de las direcciones de carrera, los cubículos de profesores de tiempo completo y tutores, el auditorio B1 y más aulas de clase.

### Edificio C
En el edificio C se encuentra la biblioteca, los consultorios de atención médica y psicológica, el departamento de equidad de género, la incubadora de empresas y algunos cubículos para profesores y aulas de clase.

### Edificios Pesado 1 y 2
En estos 2 edificios se concentran la mayoría de los laboratorios especializados para cada una de las carreras.

### Laboratorios
- Alimentos

- Biología Molecular

- Cómputo e Informática

- Electricidad y Electrónica

- Fisiología Celular y de Tejidos

- Hidráulica y Neumática

- Idiomas

- Metrologia,Termodinámica

- Microbiología

- Resistencia de materiales, Soldadura y Pailería, Máquinas/Herramientas

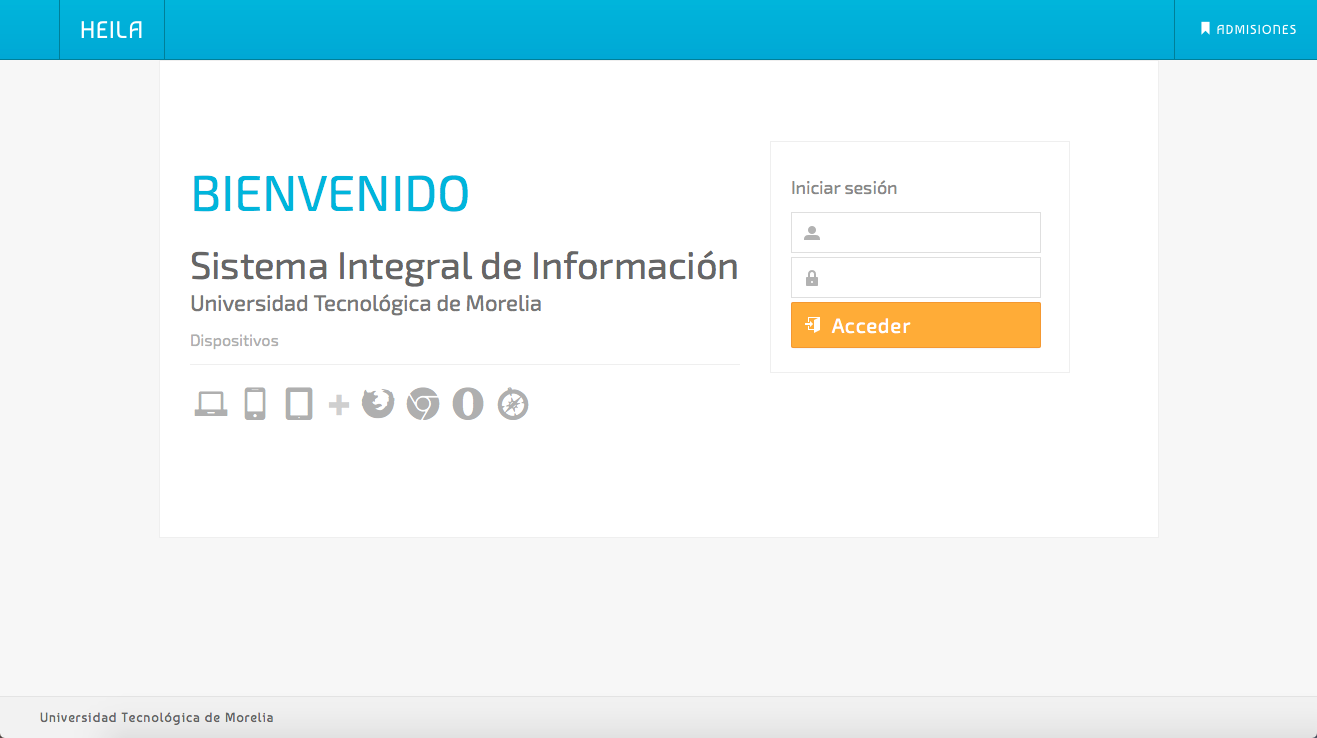
Página principal de Heila

## HEILA
La Universidad Tecnológica de Morelia cuenta con un sistema integral de información, HEILA, que gestiona la información de los alumnos como evaluaciones, proceso de admisión, guías de estudio, evaluación del personal administrativo y docente. Es una plataforma autónoma de la Universidad que tiene como objetivo administrar la información académica de todas las Universidades Tecnológicas de México de manera sistematizada, eficiente y segura.

## Becas
La Universidad Tecnológica de Morelia, al ser una institución de carácter público, cuenta con diversos programas de becas para sus estudiantes como son los siguientes:
Beca Alimenticia.

## Egresados destacados
- Jesús Arellano Velázquez